# Dasymaschalon tueanum
Mạo quả Đắk Lắk (danh pháp khoa học: Dasymaschalon tueanum) là loài thực vật có hoa thuộc họ Na. Loài này được Nguyễn Tiến Bân mô tả khoa học đầu tiên năm 2000.

## Từ nguyên
Tên gọi để vinh danh Hà Văn Tuế, nhà thực vật học người Việt Nam.

## Phân bố
Loài này có ở miền trung Việt Nam (Đắk Nông, Đắk Lắk).